# 池田貴美子
池田 貴美子（いけだ きみこ、1963年9月20日 - ）は、JUN-OFFICE及び自転車キンクリ－ツカンパニー所属の日本の女優。東京都出身。身長164 cm。

## 略歴
日本女子大学家政学部被服学科卒業。大学在学中の1982年12月、飯島早苗、歌川椎子、柳橋りんらと共に自転車キンクリートを結成。

## 出演

### テレビドラマ
- 月曜ドラマスペシャル（TBS）
  - 「バイト人生百発百中」（1989年12月11日）[2]
  - 「テキ屋の信ちゃん」第5作（1995年10月2日）[3]
  - 「ラーメン屋源ちゃんの人情事件簿 札幌ススキノ殺人事件」（2000年12月4日）[4]
- 60分放し飼い「モダンガールズ」（1990年、日本テレビ）[5]
- 東京ストーリーズ「ダイナマナイト!」（1990年7月2日、フジテレビ）[6]
- WOWOW演劇ランド「長屋のお礼」（1991年、WOWOW）[7]
- 「ぽっかぽか」第2話・第7話・第8話（1994年6月14日・6月21日・6月22日、TBS）[8]
- 「君を見つめて～トゥルーロマンス」第3話（1995年6月13日、日本テレビ）[9]
- 「サンタが殺しにやって来た」（1996年12月23日、関西テレビ）[10]
- 「プリティーモンキー」最終話（1998年8月8日、テレビ朝日）[11]
- 「ひなたぼっこ」第3週（1998年12月21日 - 12月25日、TBS） - 大宮洋子 役[12]
- 「ケイゾク」第5話（1999年2月5日、TBS）[13]
- 「コワイ童話」「親ゆび姫」（1999年9月13日 - 10月4日、TBS）[14]
- 「学校の怪談 春の呪いスペシャル」「おぞけ」（2000年3月28日、関西テレビ）[15]
- 「JJママ!」（2000年12月6日 - 、BSフジ）[16]
- 「涙をふいて」第10話（2000年12月13日、フジテレビ）[17]
- 「R-17」第1話 - 第3話・第5話（2001年4月12日 - 4月26日・5月10日、テレビ朝日）[18]
- 「愚痴」第2作（2004年1月2日、フジテレビ） - 雪ちゃん 役[19]
- 火曜サスペンス劇場（日本テレビ）
  - 「警部補 佃次郎」第19作（2004年4月13日） - 山野祐子 役[20]
  - 「デパ地下の女」第2作（2005年4月12日）[21]
- 「光とともに… 〜自閉症児を抱えて〜」第1話（2004年4月14日、日本テレビ）[22]
- 「ホームドラマ!」第1話（2004年4月16日、TBS） - 京子 役[23]
- 「農家のヨメになりたい」（2004年5月24日 - 6月21日、NHK） - 大柴友代 役[24]
- 「オレンジデイズ」第8話（2004年5月30日、TBS）[25]
- 「人間の証明」第5話（2004年8月5日、フジテレビ）[26]
- 「ラストプレゼント 娘と生きる最後の夏」第8話（2004年8月25日、日本テレビ）[27]
- 「ケータイ刑事 銭形零」第2シリーズ 第4話（2005年1月23日、BS-TBS）[28]
- 「Sh15uya」第5話・第6話（2005年2月7日・2月14日、テレビ朝日）[29]
- 「青春の門-筑豊篇-」（2005年3月21日・3月22日、TBS）[30]
- 「タイガー&ドラゴン」第6話（2005年5月20日、TBS）[31]
- 「科捜研の女」第6シリーズ 第9話（2005年9月8日、テレビ朝日） - 隣人 役[32]
- 土曜ワイド劇場「火災調査官・紅蓮次郎」第5作（2005年11月5日、テレビ朝日） - 目撃者 役[33]
- 「特命!刑事どん亀」第13話（2006年7月3日、TBS）[34]
- 「結婚できない男」第7話（2006年8月15日、フジテレビ） - 桑野の親戚 役[35][36]
- 月曜ゴールデン「心研ぎます！鷹宮光次郎の旅情事件簿〜刀研ぎ師の人情放浪記」（2007年1月22日、TBS）[37]
- 「東京タワー オカンとボクと、時々、オトン」第5話（2007年2月5日、フジテレビ）[38]
- 「鬼嫁日記 いい湯だな」第1話 - 最終話（2007年4月17日 - 6月26日、フジテレビ） - 美佐江 役[39]
- バリューナイトフィーバー「死ぬかと思った」「箱男」（2007年4月21日、日本テレビ）[40]
- 「オトコの子育て」第1話（2007年10月26日、テレビ朝日）[41]
- 金曜プレステージ「松本清張スペシャル 殺人行おくのほそ道」（2007年12月7日、フジテレビ） - 不動産屋 役[42]
- 「だいすき!!」最終話（2008年3月20日、TBS） - 池田京子 役[43]
- 「コード・ブルー -ドクターヘリ緊急救命-」シリーズ（フジテレビ） - 大原澄子 役
  - 1st season 第1話 - 最終話（2008年7月3日 - 9月11日）[44]
  - 新春スペシャル -明日への別れ-（2009年1月10日）[45]
- 「セレブと貧乏太郎」第3話（2008年10月28日、フジテレビ）[46]
- 「トミカヒーロー レスキューフォース」第35話（2008年11月29日、テレビ東京）[47]
- 「相棒」第7シリーズ 第15話（2009年2月18日、テレビ朝日） - ふとん店主 役[48]
- 「ゴーストフレンズ」第6話（2009年5月14日、NHK）[49]
- 「怪談新耳袋」絶叫編 うしろ「記憶」（2009年7月9日、BS-TBS）[50]
- 「5んドラ」第4話（2009年、NHKワンセグ2）[51]
- 「オルトロスの犬」第3話（2009年8月7日、TBS）[52]
- 連続テレビ小説「ゲゲゲの女房」第54話（2010年5月29日、NHK） - 美佐子 役[53]
- 「美男ですね」第6話（2011年8月19日、TBS） - シゲ子の友人 役
- 「ビター・ブラッド 〜最悪で最強の親子刑事〜」第1話（2014年4月15日、フジテレビ）
- 「 青春探偵ハルヤ 〜大人の悪を許さない!〜」第1話（2015年10月15日、日本テレビ）[54]
- 「警視庁ゼロ係〜生活安全課なんでも相談室〜」（TBS） - 学園長 役

### 映画
- 「会社物語 MEMORIES OF YOU」（1988年11月26日）
- 「歌謡曲だよ、人生は これが青春だ」（2007年5月12日）
- 「八月の軽い豚」（2007年）
- 「泣きたいときのクスリ」（2009年1月10日）
- 「オオカミによろしく」（2014年9月14日）

### 舞台
- 「ザ・中学教師」（1993年）
- 「無愛想な奥様」（1995年）
- 「蠅取り紙（山田家の5人兄妹）」（1996年）
- 八重崎ゆうこの「青森女vo.3-やさしい夜にー」（1996年）
- 「引張凧」（1997年）
- 「休むに似たり」（1998年）
- 「ことばの森へ出かけよう」（1998年）
- 「絢爛とか爛漫とか」モガ版（1998年）
- 「蠅取り紙（山田家の5人兄妹）」（1999年）
- 「マクベス」（1999年）
- 「またもや！休むに似たり」（2000年）
- 「積み木館の記憶」 （ミステリーナイト）（2001年）
- 「トンカツロック」（2002年）
- 「ダイアナ牧師の大穴」（2002年）

### CM
- ミスタードーナツ（1988年 - 1994年）
- オロナミンCドリンク（1990年 - 1993年）
- non-no（1990年 - 1993年）
- 象印マホービン エアーポット「お先に湯～わく」（1990年）
- ロスマンズ ヴォ－グ（1991年 - 1992年）
- 森永製菓 サンキスト飲むゼリー（1991年）
- 加ト吉 冷凍ごはん（1992年 - 1996年）
- ジャスコ（1992年）
- 花王 ブローネ（1993年 - 1995年）
- 東邦化工建設株式会社 パックンアンパンマン（1995年）
- ダスキン 蛇口浄水機（1999年）
- NTTドコモ中国「娘の留学篇」（2001年）
- サンヨー食品 おたふくソース焼そば（2002年）
- 関西電力「クリーンイメージ篇」 （2003年）
- 三井食品「なさら!」（2003年 - 2004年）
- アリコジャパン（2005年）
- うま～くヌレール（2005年）
- ニンテンドーDS ワールドサッカー ウイニングイレブンDS ゴール×ゴール!（2007年）

### ラジオ
- 「すてきなエピソード」（1989年 - 1991年、FM802）
- THEATER☆MATSUMOTO「黄昏鈍行」（2007年、J-WAVE）
- オロナイン「泣きたいときのクスリ」（2007年8月、エフエム東京）

### その他
- 「うれしたのし大好き」（1992年、フジテレビ）